# 猎杀潜航5：大西洋战役
《猎杀潜航5：大西洋战役》是一款潜艇模拟游戏，适用Microsoft Windows平台。它由育碧罗马尼亚开发，育碧软件发布。

## 简介
《猎杀潜航V》中，玩家作为舰长指挥德国VII型U艇，穿越地中海和大西洋与盟军作战。战役发生在1939-1943年。

## 主要特色
- 玩家可以以第一人称视角在艇舱内走动
- 船员间会互相影响，亦可模拟他们的紧张与恐惧情绪。
- 新的目的性战役
- 盟军单位会升级、重新补给
- 新的人机界面，提供新手模式和可以全面控制潜艇的熟练模式
- 改善的画面和真实性
- 一个需要保持联网的DRM系统

## 评价
汇总媒体的网址（Metacritic）上对游戏的评论褒贬参半。